# Banco Osorno y La Unión
El Banco Osorno y La Unión (también llamado Bancosorno) fue un banco chileno cuyo origen se sitúa en la ciudad de Osorno, existente entre 1908 y 1996.

## Historia

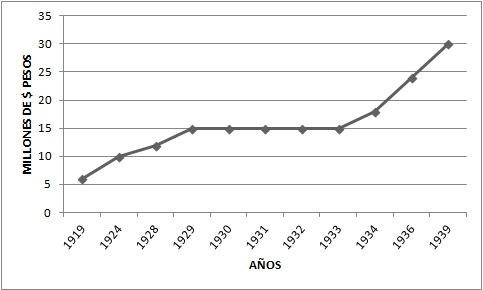
Capital del Banco Osorno y La Unión (en millones de pesos chilenos de la época), periodo 1919-1939.

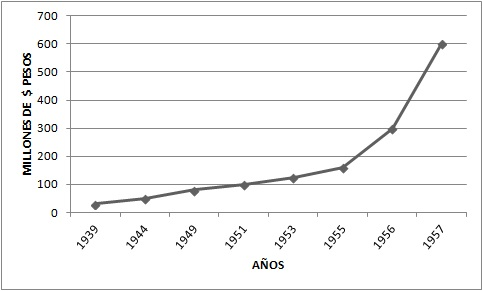
Capital del Banco Osorno y La Unión (en millones de pesos chilenos de la época), periodo 1939-1957.

El Banco Osorno y La Unión fue fundado el 17 de julio de 1908, autorizándose su existencia el 29 de agosto del mismo año en la ciudad de Osorno debido a la iniciativa de un grupo de empresarios cuya mayoría eran chilenos de origen alemán, destacando entre ellos la figura del chileno-alemán Julio Buschmann von Dessauer. El capital inicial del banco fue de $600 mil pesos chilenos de la época y luego de una década de funcionamiento, en 1919 contaba con un capital de $6 millones de pesos, cantidad que creció hasta alcanzar los $600 millones el año 1957, pudiendo explicarse este notable aumento de capital debido a la próspera actividad agrícola y ganadera en esta región del país.
Hacia fines de los años 1960 algunos de los accionistas del banco eran empresarios que poseían participación en diversas organizaciones, como por ejemplo Germán Eguiguren, Daniel Sotta, Ambrosio Estévez, Germán Fischer, Max Freund, Patricio Jaras, Rafael Mery, Jaime Cabrera, David Nahmías, Guillermo Stein, Jorge Guarello Fitz-Henry y Hans Fritzsche Ahrendt.
En 1971, al igual que todos los bancos de Chile, fue estatizado por el entonces presidente Salvador Allende. Ese mismo año, absorbió a la filial chilena del Bank of America, y el 28 de octubre de 1974 se fusionó con el Banco Sur de Chile, teniendo sucursales desde Concepción a Puerto Montt. Hacia septiembre de 1973, el Estado (a través de la Corporación de Fomento de la Producción) era propietario del 89,51% de las acciones del banco.
Entre 1982 y 1983 el banco fue precursor en el desarrollo de guías turísticas especializadas en el país, cuando lanzó la serie «Guía Bancosorno», elaborada por Jorge Sánchez Reyes y que se convertiría en la base de «Turistel», guía turística lanzada en 1985.
Tras la crisis financiera de 1982, fue adquirido en 1986 por un grupo de inversionistas chilenos-árabes, entre los que destacaban las familias Saieh y Kassis. El 13 de mayo de 1988 —junto con los bancos Concepción, del Trabajo, Nacional y O'Higgins— fue una de las instituciones fundadoras de Banlíder, red de cajeros automáticos que hacia septiembre de 1989 poseía 54 terminales en todo el país y que posteriormente sería absorbida por Redbanc.
Un gran hito en su historia fue su fusión con el Banco del Trabajo, el 12 de diciembre de 1988. De esta forma, y gracias a esta fusión, obtuvo cobertura nacional de Arica a Punta Arenas. En 1991 la casa matriz, entonces ubicada en Osorno, se trasladó a la casa matriz del ex Banco del Trabajo en Santiago, hasta que poco tiempo después se construyó un nuevo edificio corporativo ubicado en Bandera 140 en la misma ciudad, inaugurado en septiembre de 1992. Al mismo tiempo inició la apertura de nuevas sucursales y creó en febrero de 1996 su división de créditos de consumo denominada «BanLíder», hasta que el 26 de junio de 1996 se fusionó con el Banco Santander-Chile pasando a denominarse el banco con este nombre.